# Goblin (groupe)
Pour les articles homonymes, voir Goblin.
Goblin est un groupe de rock progressif italien. Il est principalement connu pour avoir composé les musiques de films de Dario Argento (Les Frissons de l'angoisse (1975), Suspiria (1977), Phenomena (1985)) ainsi que celle de la version européenne du film Zombie (1978) de George A. Romero.

## Biographie

### Les débuts (1972-1975)
Le groupe est créé à Rome, en 1972, par Claudio Simonetti et Massimo Morante, qui jouent en Italie et en Angleterre. Le groupe est alors nommé Oliver, et ils sont rejoints plus tard, en 1974, par Fabio Pignatelli à la basse et Carlo Bordini à la batterie, avec qui ils retournent en Angleterre et enregistrent en studio. En 1975, ils enregistrent un album éponyme sous le nom de Cherry five, album auquel participe le chanteur Tony Tartarini, anciennement membre de L'Uovo di Colombo. Lors de l'enregistrement, leur label, Cinevox, les propose à Dario Argento.

### Succès et collaborations (1975-1978)
Influencés par Genesis et King Crimson, leurs premiers travaux ne connurent pas le succès jusqu'à ce qu'ils soient appelés pour remplacer le compositeur Giorgio Gaslini qui, après un conflit avec le réalisateur, Dario Argento, abandonne le tournage du film Les Frissons de l'angoisse. Argento, après avoir écouté le groupe lors de l'enregistrement de Cherry five, décide de les engager. Ils changent alors le nom de leur groupe en Goblin, et réécrivent une grande partie de la bande musicale dont le fameux thème principal, profondo rosso. Le film, ainsi que sa bande originale sont un énorme succès, atteignant la première place des ventes en Italie pour l'année 1975.
Le groupe est remanié, intégrant Maurizio Guarini comme claviériste et Agostino Marangolo comme batteur, puis sort un album de progressif instrumental incorporant des accents funk, Roller, qui est un échec commercial mais est considéré par beaucoup de fans comme l'une de leurs pièces maîtresses. Dario Argento les contacte alors pour la musique de son film Suspiria. Les sons discordant, expérimentaux, et les voix bizarres sont depuis devenus légendaires. Suivent un album-concept (Il Fantastico Viaggio Del Bagarozzo Mark) puis, en 1978, la bande originale du film Zombie de George A. Romero. Cette BO est d'ailleurs tellement remarquée que Tsui Hark en réutilise trois extraits pour son film L'Enfer des armes après avoir déjà fait la même chose avec Suspiria pour son film précédent Histoire de cannibales.

### Séparation (1978-2000)
En dépit de leurs succès, Morante et Simonetti quittent le groupe, en 1978, pour se concentrer sur leurs projets solo. La composition du groupe et encore modifiée, mais cette fois-ci, ils doivent lutter pour garder leur crédibilité. Ce qui reste du groupe continue à travailler sur des musiques de films. Il y a une réunification partielle en 1982 pour Ténèbres de Dario Argento, mais pas sous le nom de Goblin : les membres du groupe sont cités séparément. Le thème principal qu'ils composent pour le film connut une reconnaissance tardive grâce à la reprise du sample principal que sortira Justice en 2007 intitulée Phantom (part 1 et 2). En 1989, le groupe est crédité pour la bande-originale du film La Chiesa de Michele Soavi, mais seul Pignatelli participe réellement.

### Reformations depuis 2000
En 2000, les membres historiques reforment le groupe ponctuellement pour le film Le Sang des innocents de Dario Argento.
Goblin revient en 2003 sans Claudio Simonetti mais avec la réintégration de Maurizio Guarini. Cette formation sort un nouvel album intitulé Back to the Goblin en 2005 (un des morceaux sera utilisé par Saverio Costanzo pour La Solitude des nombres premiers) et des concerts suivront, notamment en 2009. Mais de nouvelles tensions apparaissent et entraînent une énième séparation.
En 2010, Claudio Simonetti, Maurizio Guarini et Massimo Morante forment New Goblin pour plusieurs concerts dont un à Rome qui donnera un album Live In Roma en mars 2012. En 2013, Claudio Simonetti fonde Claudio Simonetti's Goblin avec les membres de son autre groupe Daemonia pour de nombreux concerts et de multiples réenregistrements de thèmes principalement composés pour Dario Argento.
De leur côté Fabio Pignatelli et Agostino Marangolo continuent à enregistrer de la nouvelle musique. En 2015, ils sortent un album sous le nom de Goblin Rebirth. La même année, ils retrouvent Massimo Morante et Maurizio Morante pour un nouvel disque de Goblin intitulé Four Of A Kind. Trois ans plus tard, et pour la première fois de sa carrière, Goblin décide de réenregistrer d'anciennes compositions ; cela donnera Fearless (37513 Zombie Ave.) en 2018 qui comprend de nouvelles versions de thèmes tirés de Zombies et Suspiria.
La mort de Massimo Morante en 2022 semble sceller définitivement l'avenir discographique du groupe qui ne donne plus signe de vie jusqu'en 2024. En septembre, le site officiel annonce le retour sur scène de Goblin. Si Maurizio Guarini  est toujours aux claviers, Giacomo Anselmi (Goblin Rebirth) remplace Massimo Morante. Fabio Pignatelli et Agostino Marangolo ne pouvant plus assumer la charge des concerts, ils cèdent respectivement leur place à Roberto Fasciani (bassiste de Fabio Frizzi) et Walter Martino (le batteur d'origine qui joue sur Les Frissons de l'angoisse) sans qu'il ne soit précisé si cela vaut aussi pour un éventuel album studio. C'est cette formation qui joue au Torino Film Festival en novembre.
Parallèlement, Claudio Simonetti continue de tourner avec son groupe Claudio Simonetti's Goblin.

## Membres
- Claudio Simonetti - clavier électronique, synthétiseur, orgue, violon
- Massimo Morante - guitare, basse, mandoline
- Fabio Pignatelli - basse, guitare acoustique
- Agostino Marangolo - batterie, percussions, piano

### Discographie
- 1975 : Profondo Rosso musique du film de Les Frissons de l'angoisse de Dario Argento
- 1976 : Roller
- 1977 : Suspiria musique du film de Dario Argento
- 1978 : Il Fantastico Viaggio del bagarozzo Mark
- 1977 : Action immédiate (La via della drogua)
- 1978 : Zombie musique du film de George Romero
- 1978 : Terreur sur la lagune (Solamente nero) musique du film d'Antonio Bido
- 1979 : Amo non amo
- 1979 : Patrick
- 1979 : Squadra Antigangester
- 1979 : Greatest Hits
- 1979 : Squadra Antimafia
- 1979 : Buio Omega musique du film Blue Holocaust de Joe d'Amato
- 1980 : Contamination
- 1981 : L'Autre enfer (L'altro inferno)
- 1982 : Volo
- 1982 : Tenebre musique du film de Ténèbres de Dario Argento
- 1983 : Il Ras del quartiere
- 1983 : Notturno musique du film de Giorgio Bontempi
- 1984 : Phenomena musique du film de Dario Argento
- 1985 : Demoni musique du film Démons de Lamberto Bava
- 1987 : Greatest Hits
- 1989 : La Chiesa
- 1995 : The Goblin’s Collection 1975-1989
- 1998 : The Original Remix Collection Volume 1
- 2000 : Non ho sonno musique du film Le Sang des innocents de Dario Argento
- 2005 : Back To The Goblin
- 2015 : Four Of A Kind
- 2018 : Fearless (37513 Zombie Ave.)